# هولي لويس
هولي لويس هي ممثلة كندية، ولدت في 17 ديسمبر 1974 في كندا.

## وصلات خارجية
- هولي لويس على موقع IMDb (الإنجليزية)
- هولي لويس على موقع قاعدة بيانات الفيلم (الإنجليزية)